# ایفار فورمو
ایفار فورمو مهندس، اسکی‌باز صحرانوردی، و اهالی کسب‌وکار اهل نروژ بود.
وی در مسابقات کشوری و بین‌المللی در مجموع برندهٔ ۱ مدال طلا، ۲ مدال نقره، ۴ مدال برنز شده‌است.